# 𥓞口圳

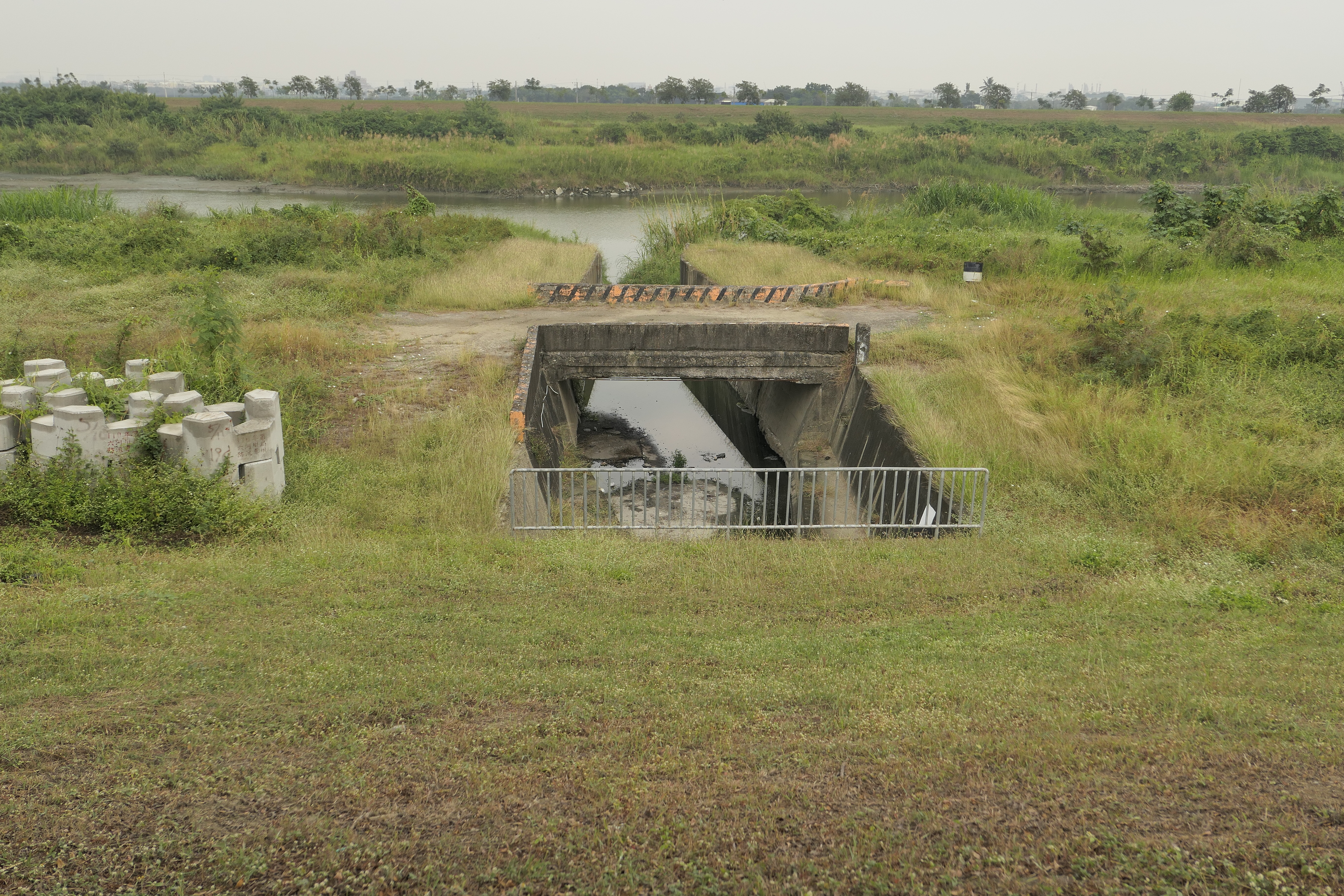
𥓞口圳取水口

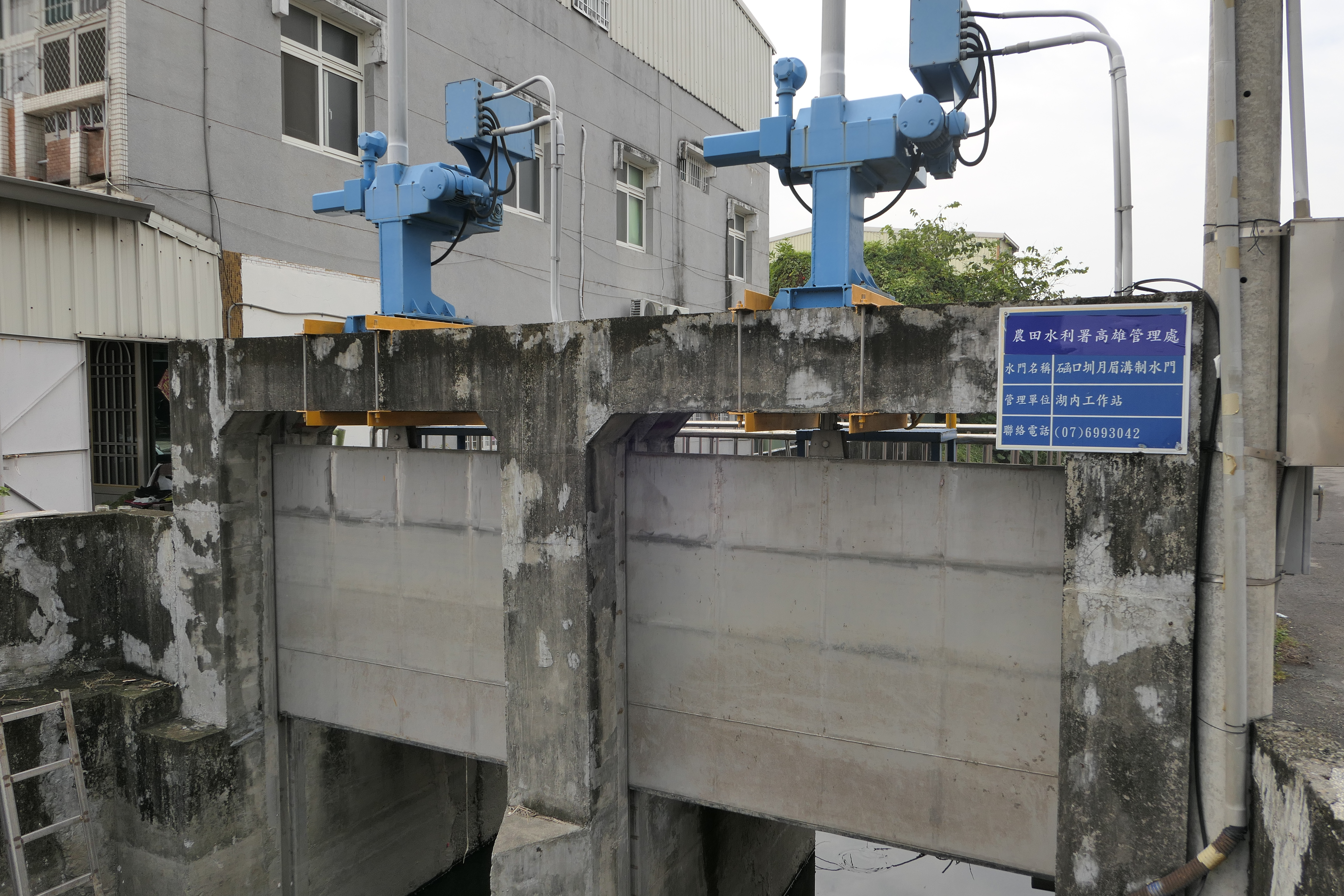
𥓞口圳月眉溝制水門

𥓞口圳位於臺灣高雄市湖內區，是清代由林志欽等人興建的水利設施。該水圳水源來自二仁溪，用來灌溉今湖內、茄萣一帶的農田。
在湖內區海埔、海山兩里的𥓞口圳沿岸，在二次大戰後開始種植蓮藕，是高雄地區唯一蓮藕產地，極盛時期蓮藕田曾達40多甲。

## 沿革
清代文賢里欠缺水利設施，當地人士林志欽等17人乃發起開鑿水圳的規劃，於清嘉慶廿五年（1820年）開始動工。然而工程期間因為水圳用地問題，林志欽遭人控告侵占土地，且被判有罪而影響到工程。據說林志欽提起上訴，但仍遭敗訴，而每敗訴一次身上便會加上一條鎖鏈，最後加到了13條之多。到了最後好不容易獲得平反，工程才能繼續下去。𥓞口圳完成時，已是道光廿二年（1842年）九月的事。
最初𥓞口圳的灌溉範圍是文賢里草仔寮林芳等4人耕地170甲與圍仔內莊鄭以仁等3人土地170甲，共340甲。灌溉分水方式上採用「水股法」，分成30股，定時輪番灌溉。
日治時期大正十四年（1925年），𥓞口圳水股每股31甲，全灌溉區有930甲。
2014年8月，因為連日豪大雨𥓞口圳水位暴漲溢出，導致湖內海埔、海山、劉家、忠興等里淹水。另外海埔里長杜丙戊表示當時他曾要求啟用下游抽水站，但管理員說要水位達190公分才能啟動抽水馬達，可是實際上水位達130公分時周邊社區便會淹水了。

## 圖片

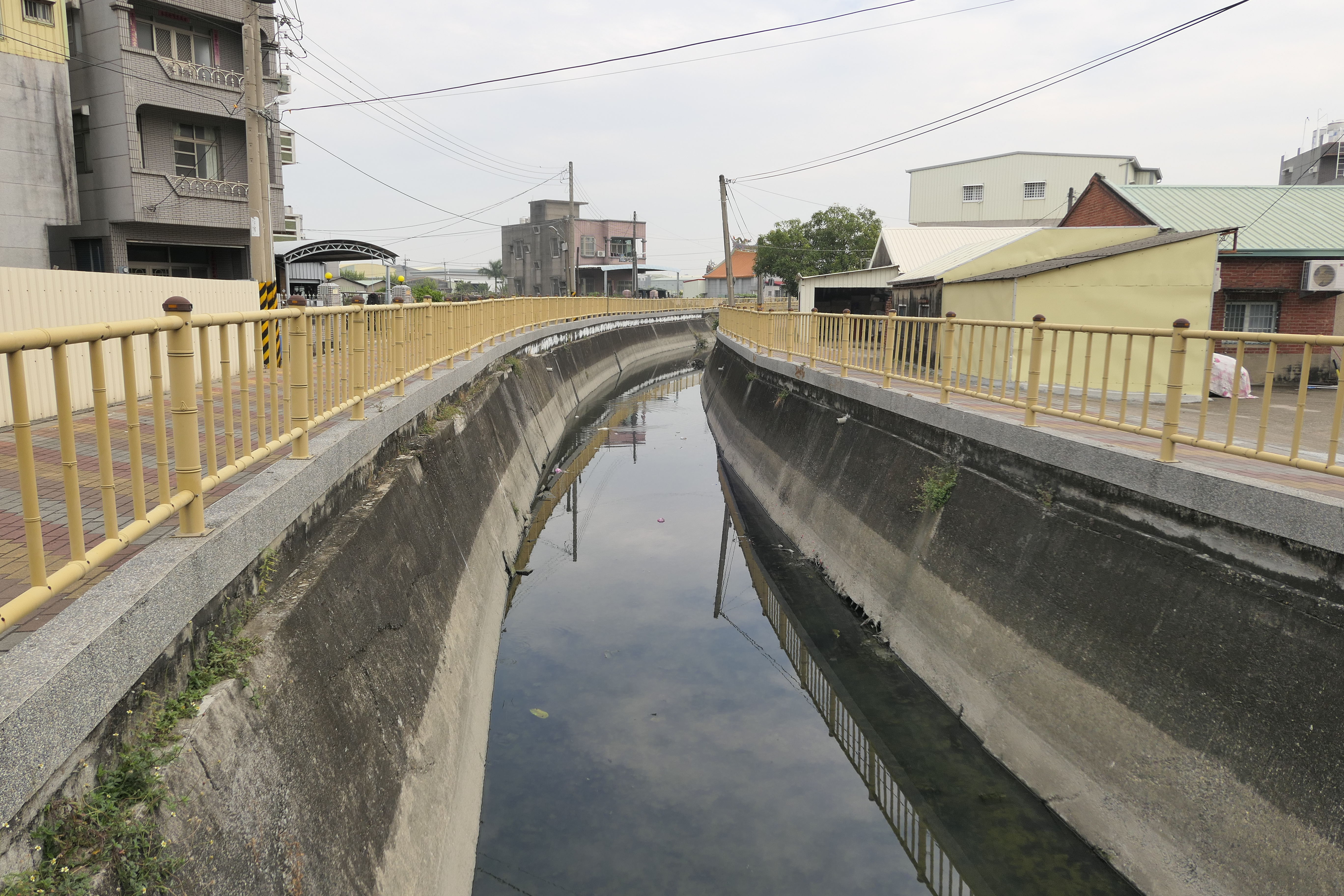
臺17甲東側的𥓞口圳
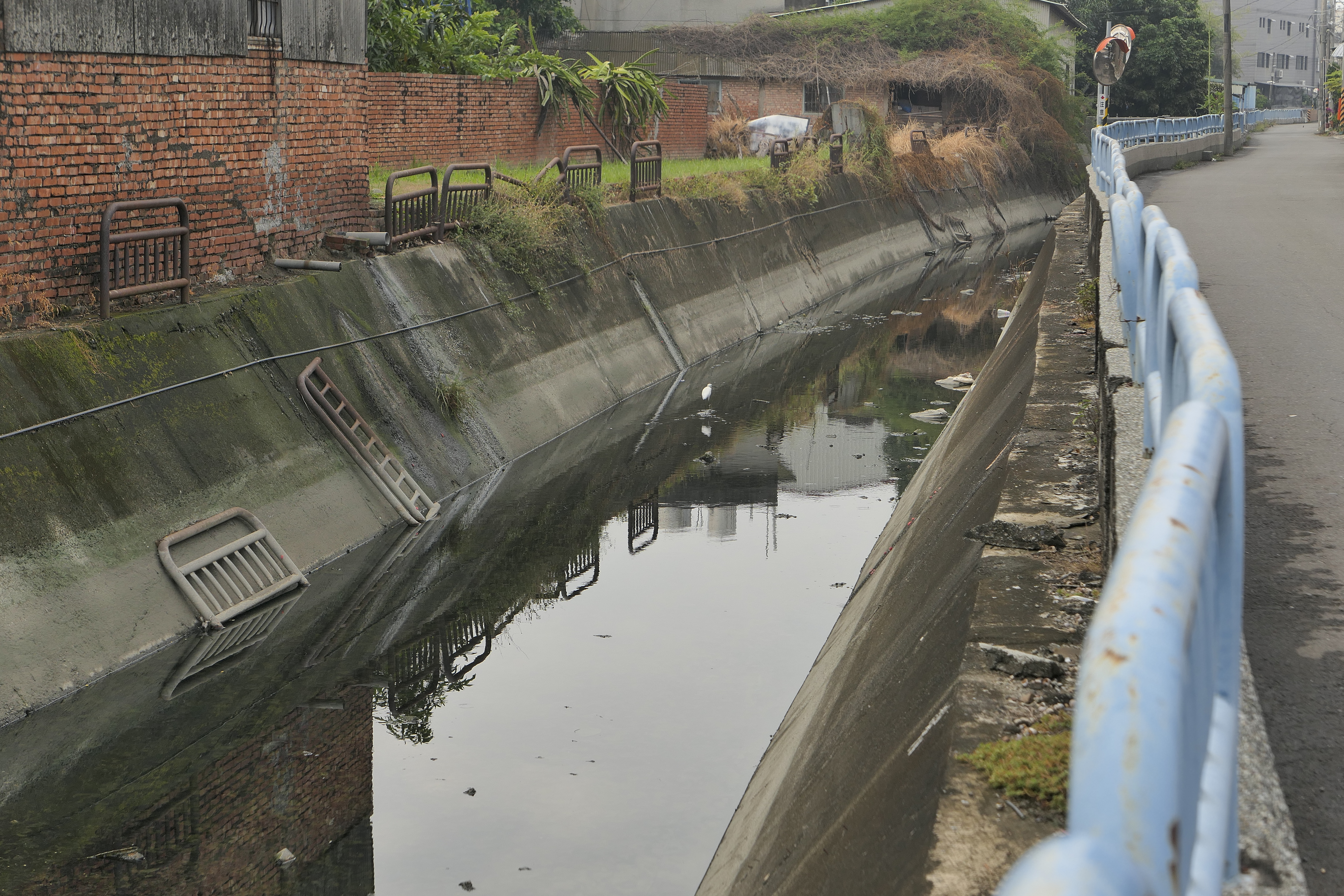
臺17甲西側的𥓞口圳
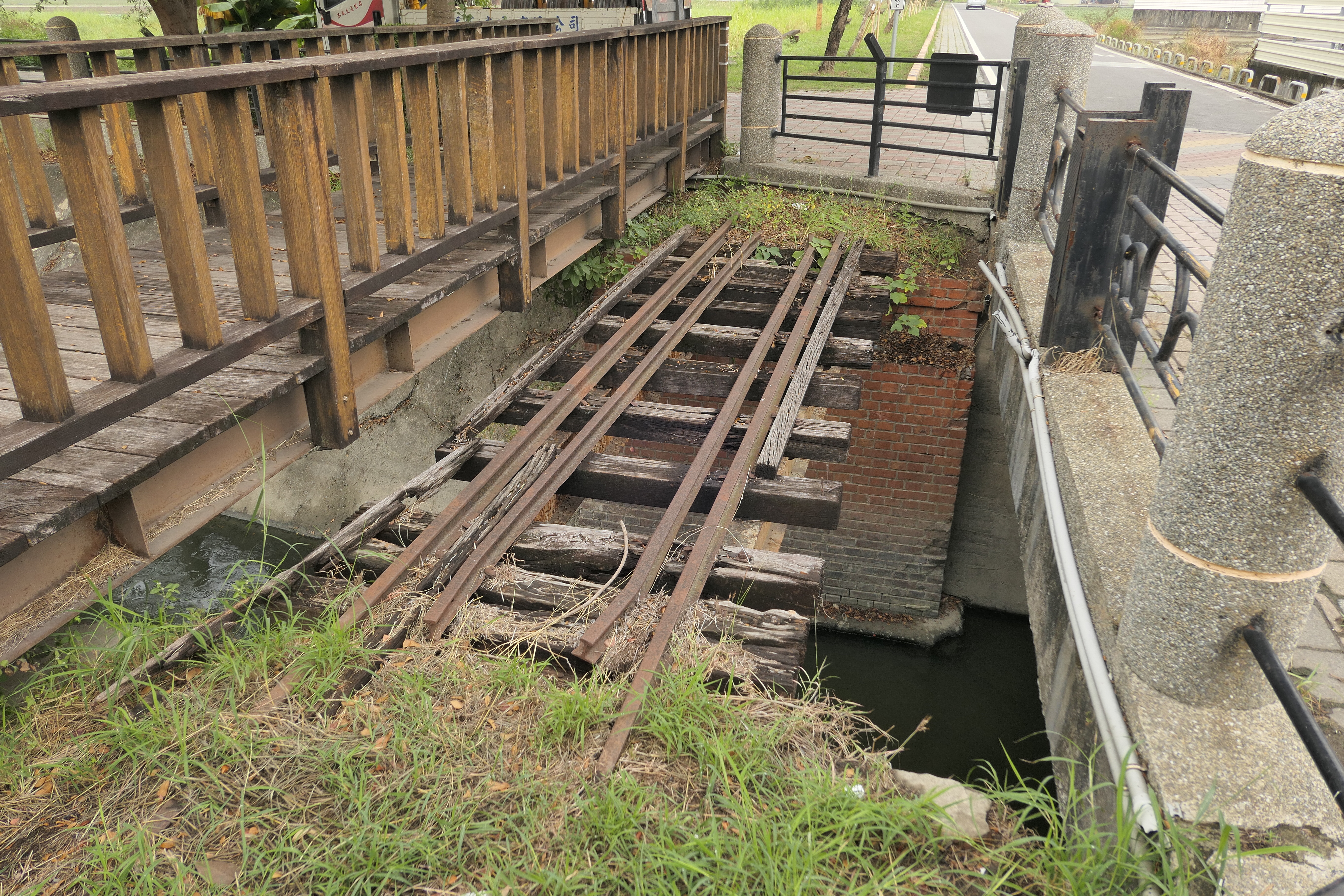
𥓞口圳上的糖鐵本州線遺跡